# Elthusa parva
Elthusa parva är en kräftdjursart som först beskrevs av Hugo Frederik Nierstrasz 1915.  Elthusa parva ingår i släktet Elthusa och familjen Cymothoidae. Inga underarter finns listade i Catalogue of Life.